# Aureuzidin sintaza
Aureuzidin sintaza (EC 1.21.3.6, AmAS1) je enzim sa sistematskim imenom 2',4,4',6'-tetrahidroksihalkon 4'-O-beta-D-glukozid:kiseonik oksidoreduktaza. Ovaj enzim katalizuje sledeću hemijsku reakciju
(1) 2',4,4',6'-tetrahidroksihalkon 4'-O-beta--glukozid + O2 {\displaystyle \rightleftharpoons } aureuzidin 6-O-beta--glukozid + 2O
(2) 2',3,4,4',6'-pentahidroksihalkon 4'-O-beta--glukozid + 1/2 O2 {\displaystyle \rightleftharpoons } aureuzidin 6-O-beta--glukozid + 2O
(3) 2',3,4,4',6'-pentahidroksihalkon 4'-O-beta--glukozid + O2 {\displaystyle \rightleftharpoons } brakteatin 6-O-beta--glukozid + 2O
Ovaj glikoprotein sadrži bakar. On je prisutan u cveću žute boje kao što je Antirrhinum majus.

## Literatura
- Nicholas C. Price; Lewis Stevens (1999). Fundamentals of Enzymology: The Cell and Molecular Biology of Catalytic Proteins (Third изд.). USA: Oxford University Press. ISBN 019850229X.
- Eric J. Toone (2006). Advances in Enzymology and Related Areas of Molecular Biology, Protein Evolution (Volume 75 изд.). Wiley-Interscience. ISBN 0471205036.
- Branden C; Tooze J. Introduction to Protein Structure. New York, NY: Garland Publishing. ISBN 0-8153-2305-0.
- Irwin H. Segel. Enzyme Kinetics: Behavior and Analysis of Rapid Equilibrium and Steady-State Enzyme Systems (Book 44 изд.). Wiley Classics Library. ISBN 0471303097.
- William P. Jencks (1987). Catalysis in Chemistry and Enzymology. Dover Publications. ISBN 0486654605.

## Spoljašnje veze
- Aureusidin+synthase на 